# アントリム統監
アントリム統監（アントリムとうかん、英語: Lord Lieutenant of Antrim）は、イギリスの官職。統監の1つで、アントリム県を担当する。1831年首席治安判事（アイルランド）法（Custos Rotulorum (Ireland) Act 1831）により、Governor職を置き換える形で設立され、アントリム首席治安判事も兼任する。1898年地方政府（アイルランド）法によりベルファストがカウンティ都市として分離、同法第69条に基づきベルファストはベルファスト統監の管轄下になった。1921年に北アイルランドが成立した後も引き続き任命されている。

## 一覧
- 1831年10月17日 – 1841年3月25日：初代オニール伯爵チャールズ・オニール[3]
- 1841年4月24日 – 1883年10月20日：ベルファスト伯爵ジョージ・チチェスター（のち第3代ドニゴール侯爵）[3]
- 1883年12月4日 – 1886年2月15日：初代ウェイヴェニー男爵ロバート・アデア（英語版）[3]
- 1886年4月2日 – 1890年3月24日：サー・エドワード・ポーター・コーワン[3]
- 1890年5月21日 – 1911年7月21日：第3代準男爵サー・フランシス・ワークマン＝マクナーテン[3]
- 1911年11月2日 – 1916年：第9代シャフツベリ伯爵アンソニー・アシュリー＝クーパー（英語版）[3]
- 1916年6月9日 – 1938年：第12代マッセリーン子爵アルジャーノン・スケッフィントン（英語版）[3]
- 1938年4月14日 – 1944年10月24日：第3代オニール男爵シェイン・オニール（英語版）[3]
- 1945年3月12日 – 1949年5月16日：ジェームズ・グラハム・レズリー（英語版）[3]
- 1949年9月22日 – 1959年：初代準男爵サー・ヒュー・オニール（英語版）（のち初代ラスキャヴァン男爵）[3]
- 1959年3月24日 – 1994年：リチャード・アーサー・フレデリック・ドブス（のち騎士爵）[3]
- 1994年4月19日 – 2008年8月31日：第4代オニール男爵レイモンド・オニール（英語版）[3][4]
- 2008年9月1日 – 2019年6月28日：ジョーン・クリスティ[4][5]
- 2019年6月29日 – ：デイヴィッド・ウィリアム・マクコーケル（英語版）[5]